# Breaking the Magicians' Code: Magic's Biggest Secrets Finally Revealed

Breaking the Magician's Code: Magic's Biggest Secrets Finally Revealed (littéralement Casser le Code du Magicien : les plus Grands Secrets de la Magie Enfin Révélés) est une série d'émissions télévisées révélant les trucs de tours de magie, principalement ceux des grandes illusions qui sont exécutés sur scène ou à la télévision.
La première saison de quatre épisodes fut diffusée sur le réseau Fox aux États-Unis en 1997, sur Sky & ITV au Royaume-Uni, sur Radio-Canada (SRC) au Québec et sur TMC en France.
Un épisode spécial fut diffusé en 2002. Un autre consacré au close-up (tours de magie rapprochés) fut aussi diffusé.
En 2008, une série de 13 épisodes furent diffusés.

## Principes
Les épisodes présentent d'abord les tours de magie exécutés tels qu'ils devraient être vus par les spectateurs. Ensuite le secret du tour est révélé. Les tours sont présentés par le Magicien Masqué (The Masked Magician). Il ne parle pas, et les assistantes ne sont pas celles qu'il emploie d'habitude pour que son identité ne soit pas révélée. La voix du présentateur décrit constamment ce qui se passe afin de compenser le fait que le magicien ne parle pas.
Bien que masqué, le magicien fut reconnu et dénoncé. À la fin du quatrième épisode, il confirma donc son identité, Val Valentino. Il expliqua pourquoi il avait accepté de révéler les secrets de ses tours : étant petit, c'est en comprenant les tours qu'ils s'était intéressé à la magie. C'est donc pour aiguiser la curiosité du public et les inciter à venir voir de nouveaux tours tout en essayant de les comprendre, qu'il a accepté de révéler les secrets des tours les plus connus.
Les deux épisodes spéciaux utilisent deux autres magiciens. En particulier le masque change, car il ne couvre pas le menton et la bouche. Le premier est présenté comme le cinquième épisode de la série.
L'épisode spécial sur la magie rapprochée est intitulé Secrets of Street Magician finally revealed ("Les secrets du magicien de rue enfin révélés"). Dans ce dernier épisode, le magicien parle lors des tours. Dans les tours de magie rapprochés, le public est souvent mis à contribution ; il aurait été difficile qu'il ne parle pas.
Les épisodes de 2008 sont présentés par un magicien avec le même masque que dans la première saison. Ce serait donc le même magicien masqué, mais n'explique pas pourquoi il cache son identité, alors qu'elle est déjà connue.
Alors que la première saison et les deux épisodes spéciaux furent tournés en 4/3 et en basse définition, la série de 2008 a été tournée en 16/9 et en haute définition.

## Saison 1998
Mitch Pileggi était l'hôte de ces quatre épisodes.
Voici les tours présentés (traduction libre) :
À la fin du quatrième épisode, le magicien se démasque nous découvrant alors que c'est Val Valentino.

## Magiciens et tours révélés
Voici des magiciens célèbres dont les tours vedettes ont été révélés :
- David Copperfield
  - Disparition du wagon de train (remplacé par un pseudo-tramway de Los Angeles sur pneumatique)
  - La traversée de la muraille de Chine ou passe-muraille (la muraille est remplacée par des containers empilés).
  - La scie de la mort[2]
  - La disparition de la moto dans les airs[3]
  - Le décollage et l'atterrissage du vol au-dessus du Grand Canyon[4]
- David Blaine
  - lévitation en close-up[5],[6]
  - Congelé vivant[7]
  - Transformer le café en monnaie[8]
- Criss Angel qui est surtout connu pour sa série d'émissions Mindfreak où il présente ses tours.
  - lévitation de toit en toit[9]
  - le magicien dans la déchiqueteuse à bois
  - marcher sur l'eau[10]
  - l'aiguille avalée qui ressort par la peau

Certains tours sont de très grands classiques, et ont été exécutés par de nombreux magiciens (comme les anneaux chinois, les différentes lévitations de femmes sur scène, la femme coupée en deux, en trois, etc.). Ils ne peuvent donc pas être attribués à un magicien en particulier.